# 鱼凫村遗址
鱼凫村遗址，又名鱼凫古城（遗址），为成都平原史前城址之一，位于中华人民共和国四川省成都市温江区鱼凫村、直属村、报恩村，属于成都平原地区新石器时代的古城遗址，为宝墩文化遗址的重要组成部分。2001年，国务院公布成都平原史前城址为第五批全国重点文物保护单位。
遗址所在位置为温江区鱼凫村及周围地带，海拔高度560米左右。城垣呈六边形，高度15-20m，宽度2米，城址面积近40万平方米。城垣建筑方式，采用平地起建、斜坡夯筑、层层加宽加高的方法。
鱼凫村遗址的古文化学年代被确定为宝墩文化的第三、四期，其遗址文化的晚期与三星堆文化的早期年代相一致。四川省文物考古研究院院长高大伦认为，古蜀国第一个蜀王鱼凫王的都城可能就是鱼凫村遗址及其附近的范围，但目前仅处于猜想阶段。

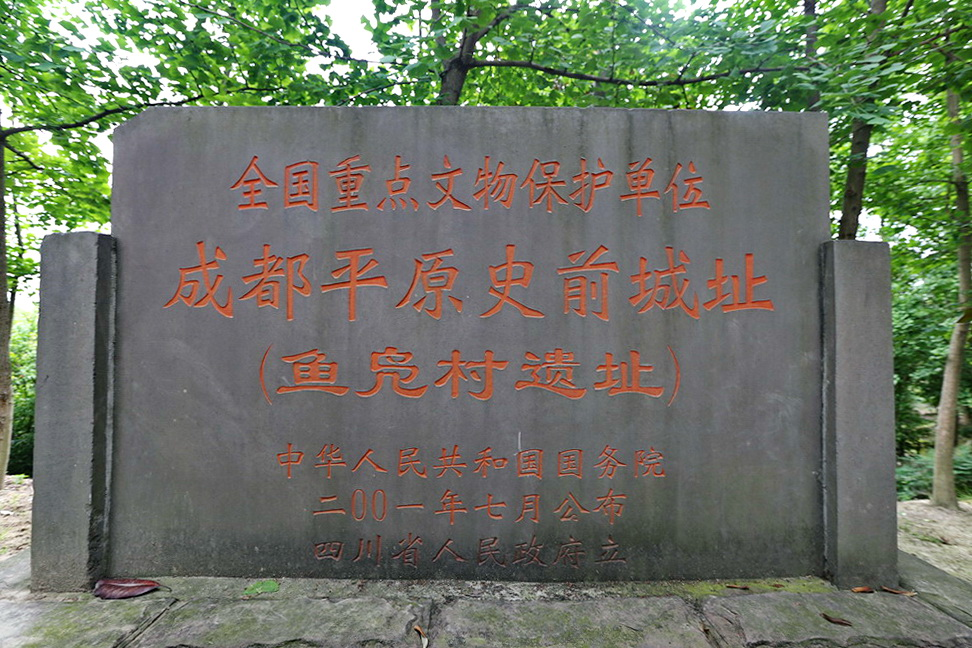
第五批全国重点文物保护单位标志碑
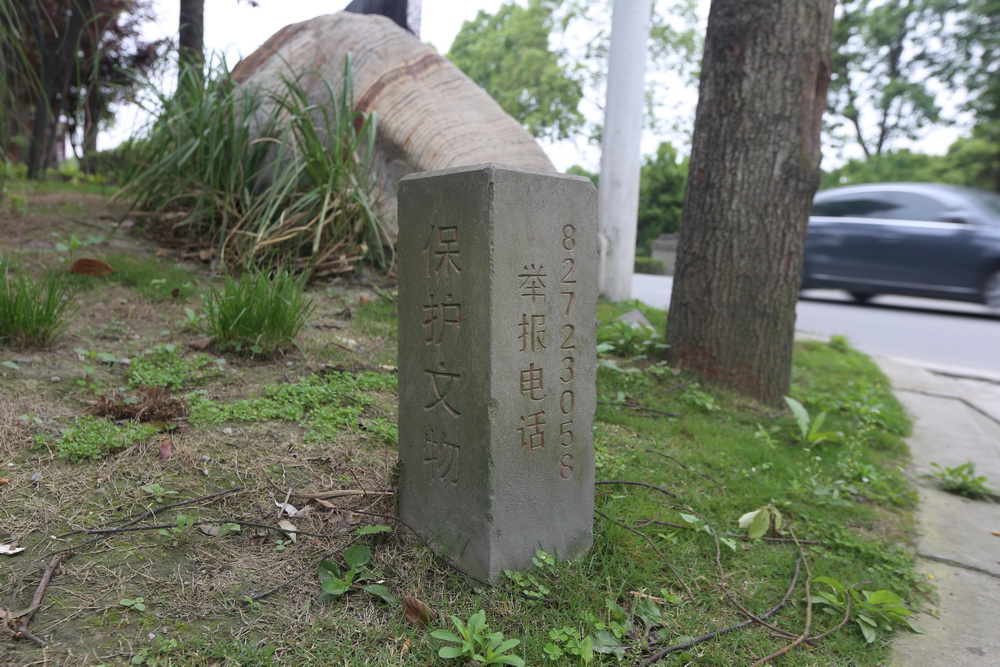
温郫路旁的文物标志桩
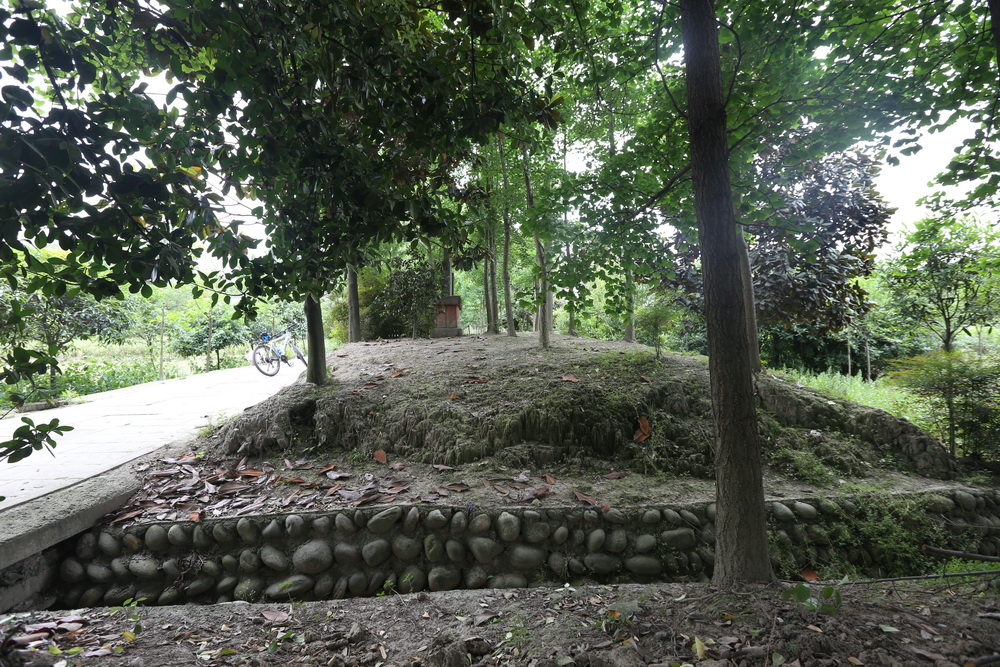
鱼凫村古城遗址南城垣